# Ghiacciaio Yablanitsa

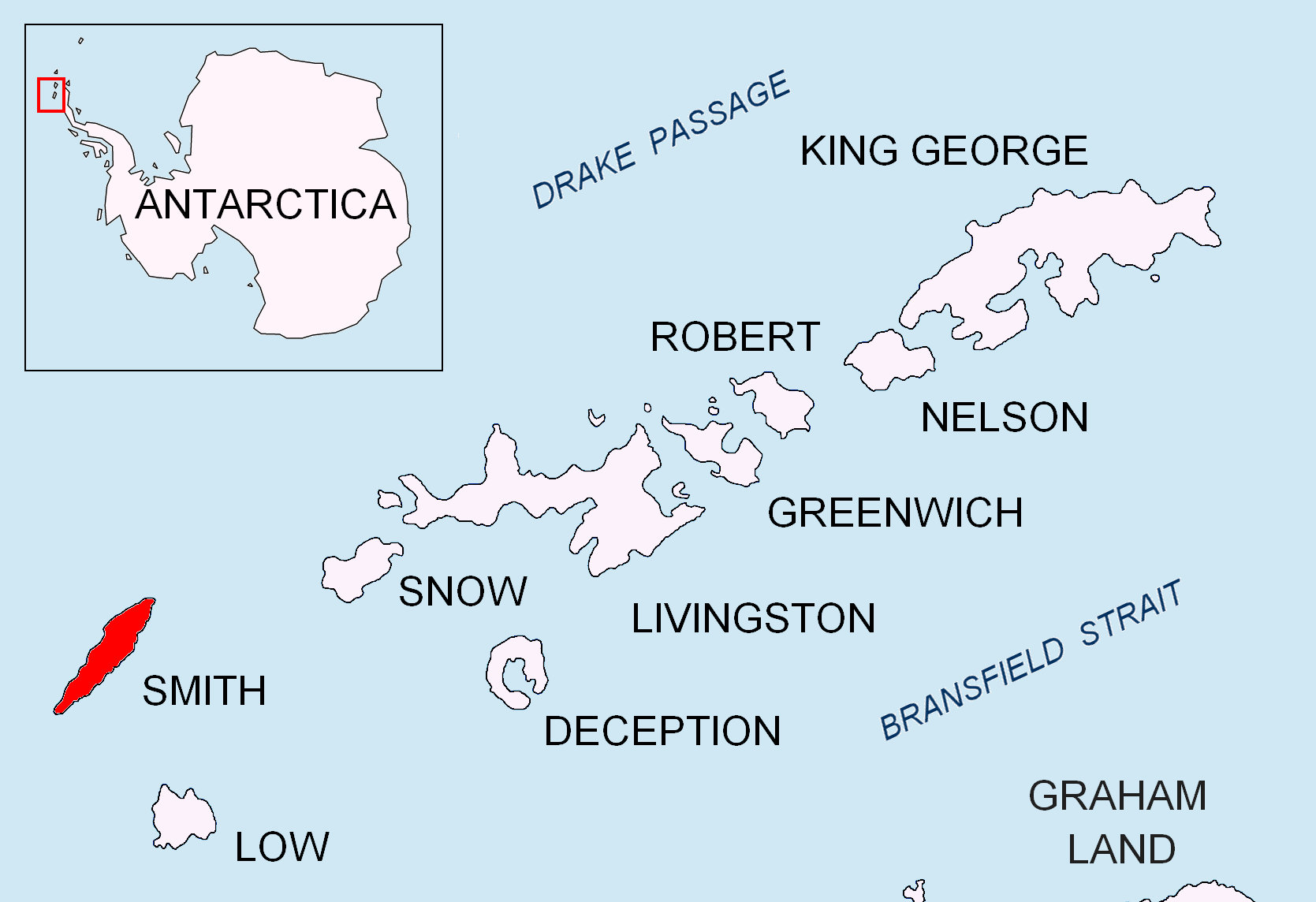
Localizzazione dell'Isola Smith, nelle Isole Shetland Meridionali.

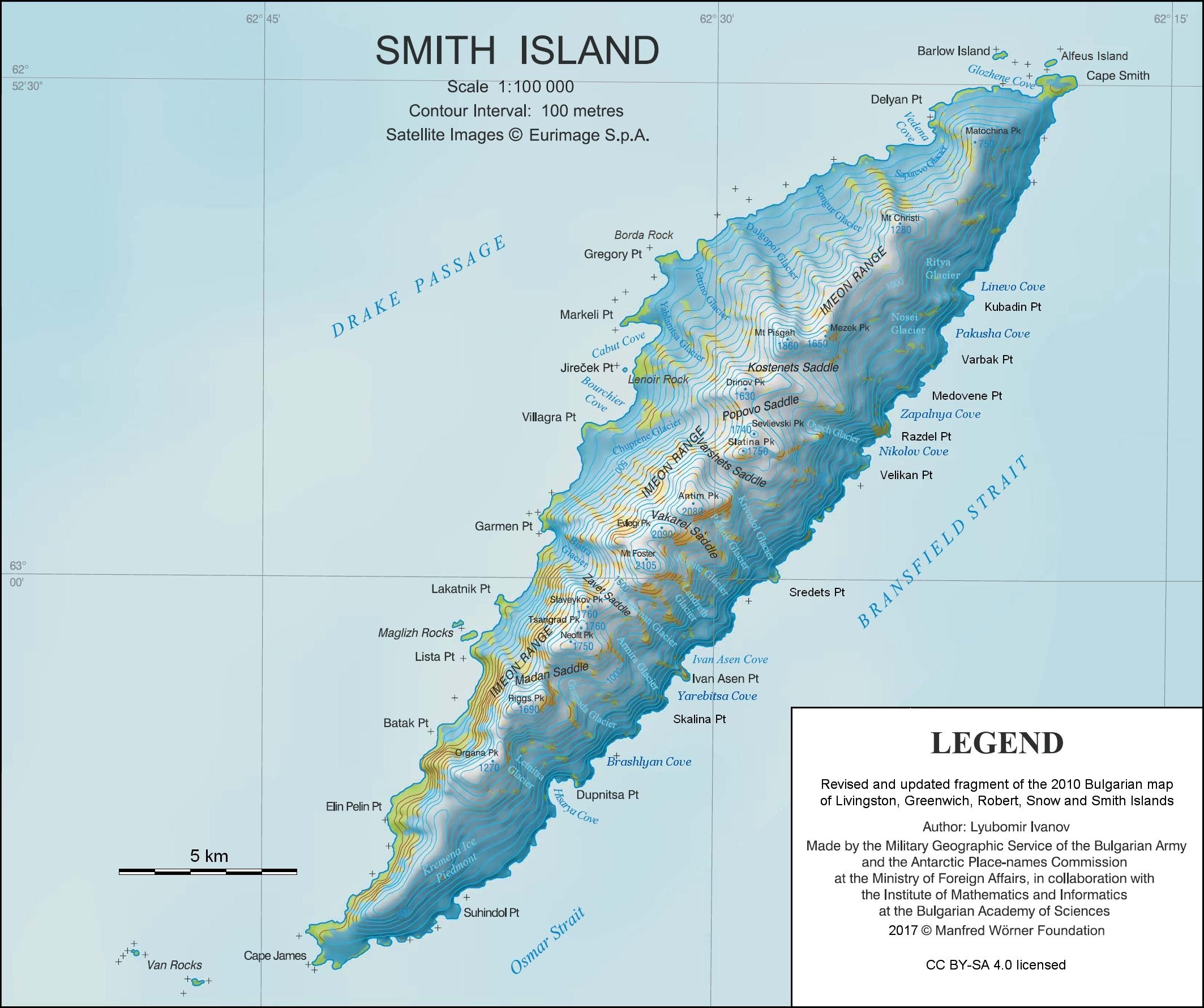
Mappa topografica dell'Isola Smith. Il Ghiacciaio Yablanitsa si trova nella parte centro-superiore dell'immagine, verso la costa occidentale dell'isola.

Il Ghiacciaio Yablanitsa (in lingua bulgara: ледник Ябланица, Lednik Yablanitsa ) è un ghiacciaio antartico, lungo 1,8 km, che drena le pendici occidentali dell'Imeon Range, catena montuosa che occupa la parte interna dell'Isola Smith, che fa parte delle Isole Shetland Meridionali, in Antartide.

## Localizzazione
Il ghiacciaio è situato a nord-nordest del Ghiacciaio Chuprene, a sudovest del Ghiacciaio Vetrino e nordovest del Ghiacciaio Ovech. Fluisce a ovest del Drinov Peak e va a sfociare nella Cabut Cove nel Canale di Drake.
Il ghiacciaio è centrato alle coordinate 62°56′47″S 62°31′02″W. Mappatura bulgara del 2008.

## Denominazione
La denominazione è stata assegnata dalla Commissione bulgara per i toponimi antartici in onore della città di Yablanitsa, situata nella parte settentrionale della Bulgaria.

## Mappe
- Chart of South Shetland including Coronation Island, &c. from the exploration of the sloop Dove in the years 1821 and 1822 by George Powell Commander of the same. Scale ca. 1:200000. London: Laurie, 1822.
- L.L. Ivanov. Antarctica: Livingston Island and Greenwich, Robert, Snow and Smith Islands. Scale 1:120000 topographic map. Troyan: Manfred Wörner Foundation, 2010. ISBN 978-954-92032-9-5 (First edition 2009. ISBN 978-954-92032-6-4)
- South Shetland Islands: Smith and Low Islands. Scale 1:150000 topographic map No. 13677. British Antarctic Survey, 2009.
- Antarctic Digital Database (ADD). Scale 1:250000 topographic map of Antarctica. Scientific Committee on Antarctic Research (SCAR). Since 1993, regularly upgraded and updated.
- L.L. Ivanov. Antarctica: Livingston Island and Smith Island. Scale 1:100000 topographic map. Manfred Wörner Foundation, 2017. ISBN 978-619-90008-3-0